# لي هوليس
لي هوليس (بالإنجليزية: Lee Hollis)‏ (12 مارس 1986 في المملكة المتحدة - ) هو لاعب كرة قدم بريطاني في مركز حراسة المرمى. لعب مع نادي ماذرويل وهارت أوف ميدلوثيان وأردريونيانز.

## وصلات خارجية
- لي هوليس على موقع قاعدة بيانات كرة القدم.إي يو (الإنجليزية)